# Губастые
Губастые (Губатые, Губастово, Губастые-Всеволожские, Губастовы-Заболоцкие) — древний русский дворянский род, происходящий от Заболоцких, Рюриковичи.
Однородцами являются дворянские роды: Ярые, Молодые, Шукаловские, Рожественские, Кисловские (Кислевские), Микулины, Дурные, Козлятевы, Чертенковы, Мневы.

## Происхождение и история рода
Род происходит от князей Смоленских. Владетельный смоленский князь Александр Глебович (XVI колено от Рюрика) имел второе имя — Всеволод, которое и передал своим потомкам в качестве фамилии. Во 2-й половине XIV столетия вынужден с сыновьями перейти на службу в Москву, поскольку великий князь литовский Ольгерд завоевал почти всю Смоленскую землю. От двух его сыновей — Дмитрия и Ивана Всеволожей, которые уже князьями не писались, пошли Всеволожи. У Ивана Всеволожа было шесть сыновей, из которых 2-й Василий Губастый стал родоначальником Губастых — Всеволожских. Служили в Москве головами, воеводами, стольниками.
Дмитрий Губастов упоминается (1488—1494), отправлен с посольством в Литву (1494).
Фёдор Данилович упоминается (1554), а каширский городовой дворянин Фёдор Логгинович (1556). Меньшой Степанович владел поместьем в Коломенском уезде (ранее 1577). Курбат Иванович и Филипп Меньшого вёрстаны новичными окладами по Коломне (1577). Дей Губастов служил дьяком (1577—1579), описывал Ряжск (1579), один из голов по строительству крепости в Астрахани (1582—1589). Износок Губастов (1578) и Фёдор Алексеевич (1581) служили дьяками Ростовского архиепископа. Пять представителей рода владели поместьями в Вяземском уезде (1594).
Боярскому сыну Ростовского митрополита Фёдору Губастому и его сыну Ивану даны поместья (1693), потомство их внесено в дворянскую родословную книгу Ярославской и Тамбовской губерний.

## Известные представители
- Губастые: Давыд Меньшого и Иван Иванович — коломенские городовые дворяне (1577)[3].